# Robert Lebeck

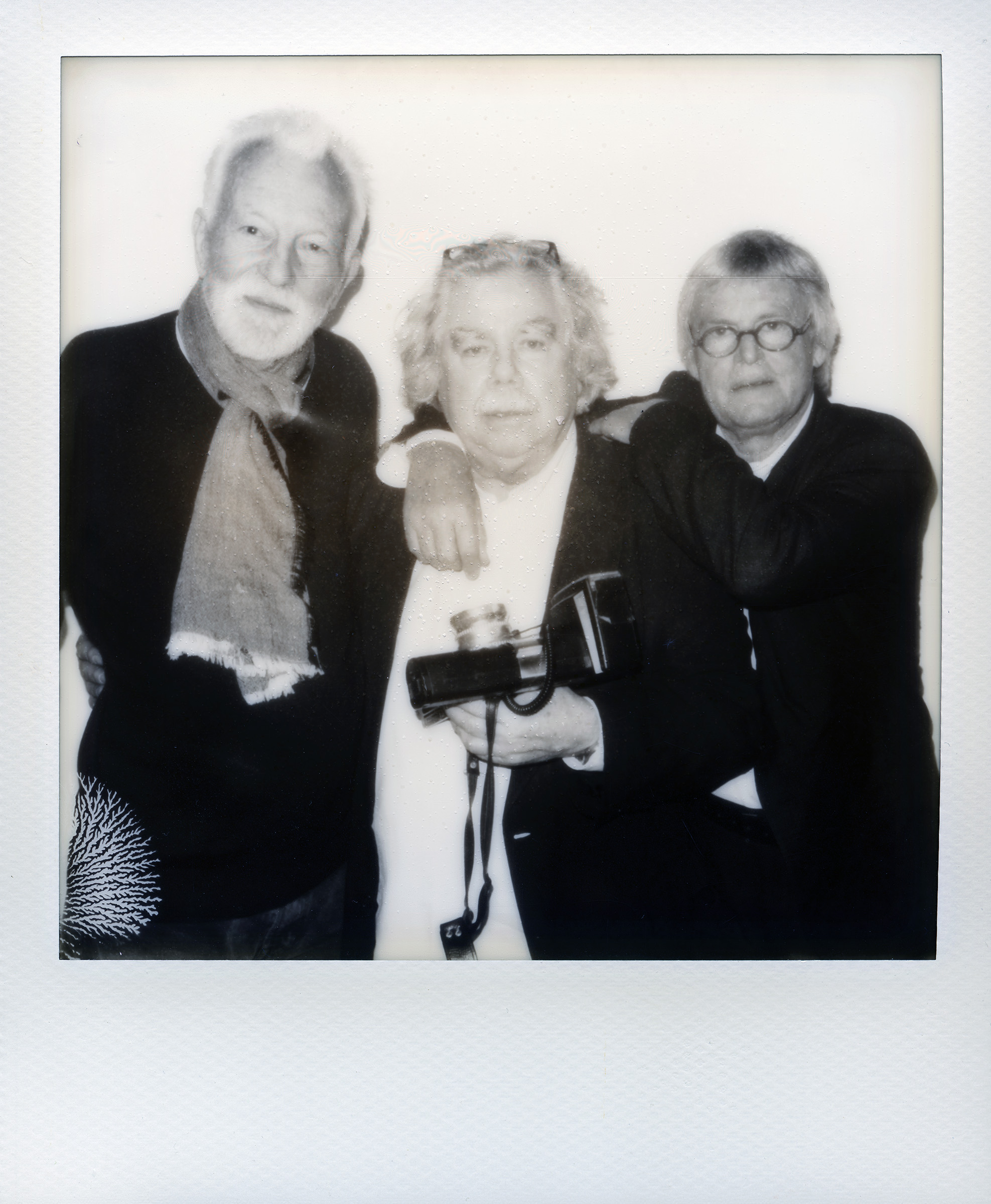
Robert Lebeck, Volker Hinz y Konrad R. Müller fotografiados por Oliver Mark, Berlín 2014

Robert Lebeck (Berlín, 21 de marzo de 1929 - ibídem, 14 de junio de 2014) fue un fotógrafo alemán que destacó en sus trabajos de periodismo gráfico.

## Biografía
Nació en Berlín, con quince años fue movilizado para combatir en la Segunda Guerra Mundial y enviado al frente oriental, siendo hecho prisionero. Al terminar la guerra estudió en Zúrich y Nueva York y en 1951 regresó a Alemania. Desde 1952 empezó a interesarse en la fotografía de un modo autodidacta y pronto comenzó a vender sus fotos al trabajar como fotógrafo freelance en Heidelberg. Hasta 1966 que entró a trabajar en Stern estuvo trabajando con Illustrierte wie Revue y Kristall. Su trabajo en Stern solo estuvo interrumpido en 1977 al colaborar durante un año en Geo.
En 1960 su reportaje sobre la independencia del Congo se hizo muy popular a causa de las fotografías tomadas a un joven que se apoderó de la espada del rey Balduino de Bélgica mientras realizaba un desfile. Esta serie apareció publicada en importantes revistas de la época: Paris Match, Época y Kristall.
Durante más de treinta años fue el fotógrafo más cotizado de la revista Stern, estando especializado en fotografiar a personajes célebres como Alfred Hitchcock, Elvis Presley, Herbert von Karajan, Jayne Mansfield o Romy Schneider. Lebeck señalaba que para hacer un retrato de personas famosas es necesario acercarse mucho a ellas y esto no se consigue siempre, además afirmaba que se sentía más reportero gráfico que artista.
A lo largo de su actividad como fotógrafo recibió varios premios entre los que se encuentran el premio Erich Salomon de 1991 y el Infinity Awards a su publicación titulada Kiosk: A History of Photojournalism de 2002. Su obra ha sido expuesta principalmente en Alemania, pero también en Francia. En 2008 se realizó una retrospectiva en el museo Martin Gropius Bau de Berlín titulada Fotografien 1955-2005 (Fotografías 1955-2005) que recogía gran parte de sus fotografías más conocidas incluyendo las que realizó en sus viajes a España en los años sesenta.